# Manuel Madruga
Manuel Pereira Madruga Filho (Teresópolis, 20 de setembro de 1882 — Rio de Janeiro, 16 de junho de 1951) foi um artista gráfico, desenhista, professor de artes plásticas e pintor brasileiro.